# Mihail Bruhis
Mihail Bruhis (Michael Bruchis în ebraică מיכאל ברוכיס, născut Михель Срулевич Брухис , 5 decembrie 1919 – d. 7 decembrie 2006) a fost un istoric, filolog, traducător și publicist din Basarabia, care a activat in R.S.S. Moldovenească și apoi, în Israel

## Biografie
Mihail Bruhis s-a născut în anul 1919 la Chișinău într-o familie de evrei.
Tatăl său, Srul Refulovici Bruhis a avut o prăvălie de vopseluri pe strada Armenească din Chișinău, iar mama - Malka Iosifovna născută Șapoșnik, era originară din Tighina.Bruhis a terminat în 1940 Liceul B.P.Hașdeu din Chișinău. Apoi a studiat la facultatea de istorie si filologie a Insitutului Pedagogic din Chișinău, care în 1941 a fost evacuată spre est de autoritățile sovietice și a a functionat intre anii 1942-1944 la Buguruslan, în regiunea Orenburg din Rusia.      
Întors din evacuație în R.S.S. Moldovenească, în perioada 1945-1951 a fost redactor la Editura de Stat a republicii, în 1951-1973 a lucrat la Institutul de Istorie al Academiei de Științe a Moldovei sovietice, în 1966 a devenind șeful secției traduceri a acestuia.
În 1970 a obținut la Universitatea din Chișinău titlul de candidat în științe filologice, cu lucrarea pe tema "Câteva probleme ale teoriei si practicii traducerii: pe baza cercetării traducerilor social-politice și artistice din limba rusă în limba moldovenească". Pe aceeași  temă Bruhis a scris în 1968 și 1972 două monografii. El a predat despre acest subiect la universitate.
Pe parcursul anilor Bruhis a tradus din literatura clasică și contemporană rusă și idiș, dar și din alți scriitori străini, în limba română, în varianta oficială care era numită sub regimul sovietic limba moldovenească. Între altele, a tradus din Dostoievski, Șalom Alehem, Serghei Aksakov,Lev Tolstoi, Jules Verne, Thomas Mayne Reid,Emmanuil Kazakevici, Pavel Bajov, Zoia Voskresenskaia, Frații Strugațki, Iuri Naghibin. Veaceslav Palman, Ilia Dubinski etc. 
Deziluzionat de ipocrizia sistemului sovietic, Bruhis a emigrat în 1974 în Israel. Este autorul unor lucrări de istoriografie, între care Rusia, România și Basarabia - 1812, 1918, 1924, 1940, monografie publicată în 1979 la Tel Aviv, în care a dezvăluit numeroase aspecte nocive ale ocupației sovietice și a contracarat multe dintre miturile propagandei sovietice.
Istoricul Mihail Bruhis a ajuns la concluzia că „întreaga istorie a Basarabiei între anii 1918-1940 este plină de fapte care confirmă că inițiatorii și inspiratorii luptei împotriva autorităților române, pentru ieșirea Basarabiei din componența României, erau, în principal, fie cei originari din mediul jumătății nemoldovenești a populației, fie oameni pregătiți special și strecurați din Rusia în Basarabia”.
Denunțarea argumentată a ficțiunii sovietice referitoare la limba moldovenească, la începutul anilor 1980, deci înaintea schimbărilor introduse de Gorbaciov în URSS, este meritul său cel mai relevant. În acea epocă, problema limbilor în URSS era rar abordată de specialiștii occidentali, care aveau tendința să pună accentul pe aspectele pozitive ale politicii lingvistice sovietice.